# Стюартвілл (округ Куса, Алабама)
Стюартвілл (англ. Stewartville) — переписна місцевість (CDP) в США, в окрузі Куса штату Алабама. Населення — 1662 особи (2020).

## Географія
Стюартвілл розташований за координатами 33°4′32″ пн. ш. 86°15′38″ зх. д. / 33.07556° пн. ш. 86.26056° зх. д. (33.075532, -86.260693).  За даними Бюро перепису населення США в 2010 році переписна місцевість мала площу 62,86 км², з яких 62,52 км² — суходіл та 0,34 км² — водойми.

## Демографія
Згідно з переписом 2010 року, у переписній місцевості мешкало 1767 осіб у 737 домогосподарствах у складі 506 родин. Густота населення становила 28 осіб/км².  Було 840 помешкань (13/км²).
Расовий склад населення:
| - 95,0 % — білих - 3,5 % — чорних або афроамериканців - 0,7 % — корінних американців |

До двох чи більше рас належало 0,8 %. Частка іспаномовних становила 0,4 % від усіх жителів.
За віковим діапазоном населення розподілялося таким чином: 20,0 % — особи молодші 18 років, 63,4 % — особи у віці 18—64 років, 16,6 % — особи у віці 65 років та старші. Медіана віку мешканця становила 43,1 року. На 100 осіб жіночої статі у переписній місцевості припадало 100,1 чоловіків;  на 100 жінок у віці від 18 років та старших — 98,0 чоловіків також старших 18 років.
Середній дохід на одне домашнє господарство  становив 49 975 доларів США (медіана — 43 333), а середній дохід на одну сім'ю — 59 435 доларів (медіана — 52 679). За межею бідності перебувало 17,5 % осіб, у тому числі 16,4 % дітей у віці до 18 років та 16,4 % осіб у віці 65 років та старших.
Цивільне працевлаштоване населення становило 647 осіб. Основні галузі зайнятості: виробництво — 20,1 %, транспорт — 17,3 %, публічна адміністрація — 12,4 %, будівництво — 10,8 %.